# Irondale (Missouri)
Pour les articles homonymes, voir Irondale.
Irondale est une ville du comté de Washington, dans le Missouri, aux États-Unis,. Située au sud-est du comté, elle est incorporée en 1910.

## Démographie
Lors du recensement de 2010, la ville comptait une population de 445 habitants. Elle est estimée, en 2016, à 441 habitants.